# Den tappres väg
Den tappres väg, amerikansk film från 1946 baserat på John J. Montgomerys liv.

## Handling
Filmen handlade om Amerikas första flygare John J. Montgomery. Han konstruerade och byggde ett glidflygplan som flög redan 1883. Man får följa tillkomsten av flygplanet och problem runt flygförsöken. Många av Montgomery vänner anser att han har blivit tokig och de försöker förhindra hans flygförsök. Även Montgomerys pappa är motståndare till flygförsöken eftersom det medför problem i pappans politiska karriär. I verkligheten omkom Montgomery vid ett avancerat flygprov vid alltför unga år.

## Om filmen
Paul Mantz svarade för filmens stuntflygningar där bland annat en replika av glidflygplanet byggdes efter Montgomerys egna bevarade ritningar.

## Rollista (i urval)
- Glenn Ford -  John J. Montgomery
- Janet Blair -  Regina Cleary
- Charles Ruggles -  Jim Montgomery
- Henry Travers -  Thomas Logan
- Jimmy Lloyd -  Dan Mahoney
- Charles Kemper -  Father 'Dickie' Ball
- Arthur Shields -  Father Kenton
- Willard Robertson -  Zachary Montgomery
- Selena Royle -  Mrs. Zachary Montgomery
- Robert De Haven -  Jim Logan som ung